# Леебіку
Ле́ебіку (ест. Leebiku küla) — село в Естонії, у волості Тирва повіту Валґамаа.

## Населення
Чисельність населення на 31 грудня 2011 року становила 99 осіб.

## Історія
До 21 жовтня 2017 року село входило до складу волості Пидрала.

## Персоналії
- Яан Унт — офіцер Естонської армії під час війни за незалежність, командир Піхотного батальйона Купер'янова. Навчався у місцевій школі.